# Free In and Out
Free In and Out (FIO) é termo de transporte ou frete que indica que os custos de carregamento e descarga não estão incluídos no frete. No contexto do contrato de fretamento marítimmo, significa que o carregamento/descarga não é da responsabilidade do armador. O fretador é responsável por carregar/descarregar. 
Na modalidade FIO, é isento de taxas no embarque e no desembarque, as despesas de embarque são do exportador e as de desembarque do importador, e é de fundamental importância que ambos estejam esclarecidos referente a contratação da modalidade.